# Suite per a teclat en re menor (HWV 437)
| Sarabande                                            |
|                                                      |
| 4. Sarabanda, interpretada en un orgue sintetitzador |
|                                                      |

La Suite per a teclat en re menor (HWV 437) va ser composta per Georg Friedrich Händel, per a clavicèmbal sol, entre 1703 i 1706. És també coneguda per Suite de pièce Vol. 2 núm. 4. Fou publicada el 1733.
L'obra té cinc moviments:
| Moviment | Tipus     | Referència Grove | Referència Händel-Gesellschaft | Referència Hallische Händel-Ausgabe | Notes |
| -------- | --------- | ---------------- | ------------------------------ | ----------------------------------- | --- |
| 1        | Preludi   | 107              | xlviii, 149                    |                                     | Parcialment utilitzat en el preludi de HWV 428. HWV 561 és una altra versió del preludi.                        |
| 2        | Alemanda  | 108              | ii, 81                         | iv/5, 29                            | |
| 3        | Courante  | 109              | ii, 82                         | iv/5, 30                            | |
| 4        | Sarabanda | 110              | ii, 82                         | iv/5, 31                            | Amb dues variacions. La peça va ser utilitzada en un arranjament orquestral per Stanley Kubrick a Barry Lyndon. |
| 5        | Gigue     | 111              | ii, 83                         | iv/5, 33                            | |